# Sữa lạc đà

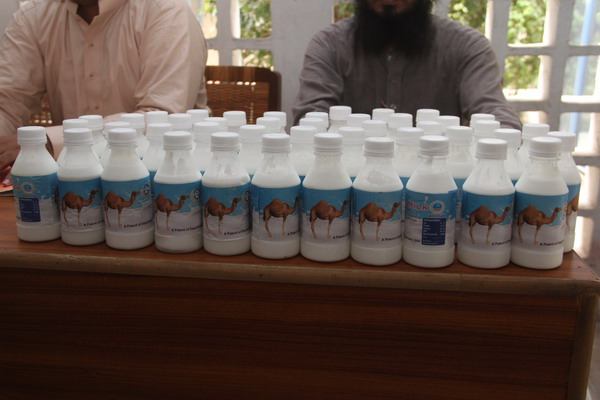
Sữa lạc đà đóng chai

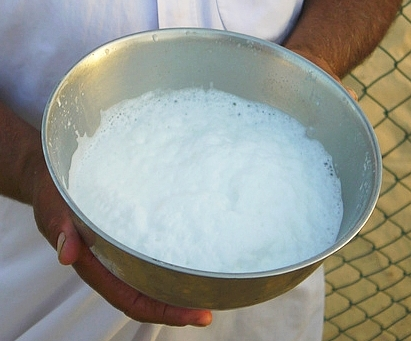
Sữa lạc đà tươi ở Dubai

Sữa lạc đà là sữa uống được vắt từ loài lạc đà. Xuất hiện trong các nền văn hóa du mục và mục đồng kể từ  lúc thuần hóa lạc đà hàng thiên niên kỷ trước. Người du mục có thể sống sót theo thời kỳ chỉ nhờ sữa khi chăn dắt lạc đà ăn cỏ trên quãng đường dài trong môi trường sa mạc khô cằn. Ngành chăn nuôi lạc đà sữa đã phát triển ở Úc và Hoa Kỳ, như một giải pháp thay thế thân thiện với môi trường cho chăn nuôi bò sữa bằng cách sử dụng một loài thích nghi tốt với các vùng khô hạn.
Sữa lạc đà có đặc điểm dinh dưỡng khác với sữa bò, nhưng tỷ lệ dinh dưỡng có thể rất đa dạng dựa trên vài yếu tố, bao gồm loại và tuổi của lạc đà, khí hậu, những gì chúng ăn và phương pháp vắt sữa. Sữa có thể dùng để làm các sản phẩm như sữa chua và kem lạnh, nhưng không dễ bị biến thành bơ hoặc pho mát.

## Lịch sử
Các bộ lạc du mục trên sa mạc sử dụng sữa lạc đà, có thể dễ dàng chế biến thành sữa chua, như một loại thực phẩm thiết yếu, và có thể sống sót đến một tháng chỉ nhờ sữa lạc đà.

## Sản xuất
| Sản xuất sữa lạc đà (toàn bộ, tươi) – 2017 | Sản xuất sữa lạc đà (toàn bộ, tươi) – 2017 |
| Quốc gia                                   | tấn                                        |
| ------------------------------------------ | ------------------------------------------ |
| Somalia                                    | 953.673                                    |
| Kenya                                      | 876.224                                    |
| Mali                                       | 300.000                                    |
| Ethiopia                                   | 171.706                                    |
| Ả Rập Xê Út                                | 134.266                                    |
| Niger                                      | 107.745                                    |
| Thế giới                                   | 2.852.213                                  |
| Nguồn: FAOSTAT của Liên Hợp Quốc           |                                            |

Năm 2017, sản lượng sữa lạc đà nguyên chất trên thế giới là 2,85 triệu tấn, dẫn đầu là Somalia và Kenya với 64% tổng sản lượng toàn cầu (bảng). Mali và Ethiopia là những nhà sản xuất quan trọng khác.

### Úc
Sau khi du nhập vào Úc vào những năm 1840 để hỗ trợ thăm dò và giao thương trong vùng nội địa khắc nghiệt trước khi bị các phương thức giao thông và liên lạc hiện đại vượt qua, quần thể lạc đà hoang dã đã phát triển vượt quá 1,2 triệu, lớn nhất thế giới. Cơ sở chăn nuôi lạc đà đầu tiên của Úc mở cửa vào năm 2014 và số lượng đã tăng lên kể từ đó, với nhu cầu ngày càng tăng ở cả nội địa và quốc tế. Vào năm 2016, chính phủ Úc đã báo cáo vào năm 2016 rằng "5 năm đến 2021 dự kiến sẽ chứng kiến sự gia tăng lớn đối với sản lượng sữa lạc đà của Úc". Sản lượng đã tăng từ 50.000 lít (11.000 gal Anh) năm 2016 lên 180.000 lít (40.000 gal Anh) hàng năm vào năm 2019. Một trang trại phát triển từ ba con lạc đà hoang dã vào năm 2014 lên hơn 300 con vào năm 2019. Chủ yếu xuất khẩu sang Singapore, cùng các chuyến hàng gồm cả sản phẩm tươi lẫn bột sẽ bắt đầu xuất sang Thái Lan và Malaysia.
Một lít sữa lạc đà tiệt trùng có giá A$15 (10 đô la Mỹ; 8 bảng Anh) ở Úc vào năm 2019, đắt hơn sữa bò khoảng 12 lần. Tính đến tháng 4 năm 2020, Úc có bảy cơ sở chăn nuôi lạc đà, sản xuất mỹ phẩm dưỡng da bên cạnh sữa và pho mát. Có một sản phẩm sữa lạc đà thương mại hữu cơ được chứng nhận.

### Hoa Kỳ
Tính đến  năm 2014, Hoa Kỳ nhập khẩu 5.000 con lạc đà. Chi phí sản xuất sữa lạc đà cao hơn đáng kể so với sữa bò. Ở Hoa Kỳ, lạc đà cái rất hiếm; chúng trưởng thành chậm và có thể được lai tạo một cách an toàn chỉ sau bốn tuổi. Thời gian mang thai mười ba tháng của chúng phải kết thúc bằng một ca sinh trực tiếp, sau đó là bú sữa mẹ. Nếu không lạc đà cái sẽ ngừng sản xuất sữa. Không giống như bò sữa được tách ra khỏi bê non khi mới sinh ra và sau đó cho sữa từ sáu đến chín tháng, một con lạc đà có thể chia sẻ sữa với người nuôi và con non trong 12-18 tháng.

## Sản lượng sữa và giá trị dinh dưỡng

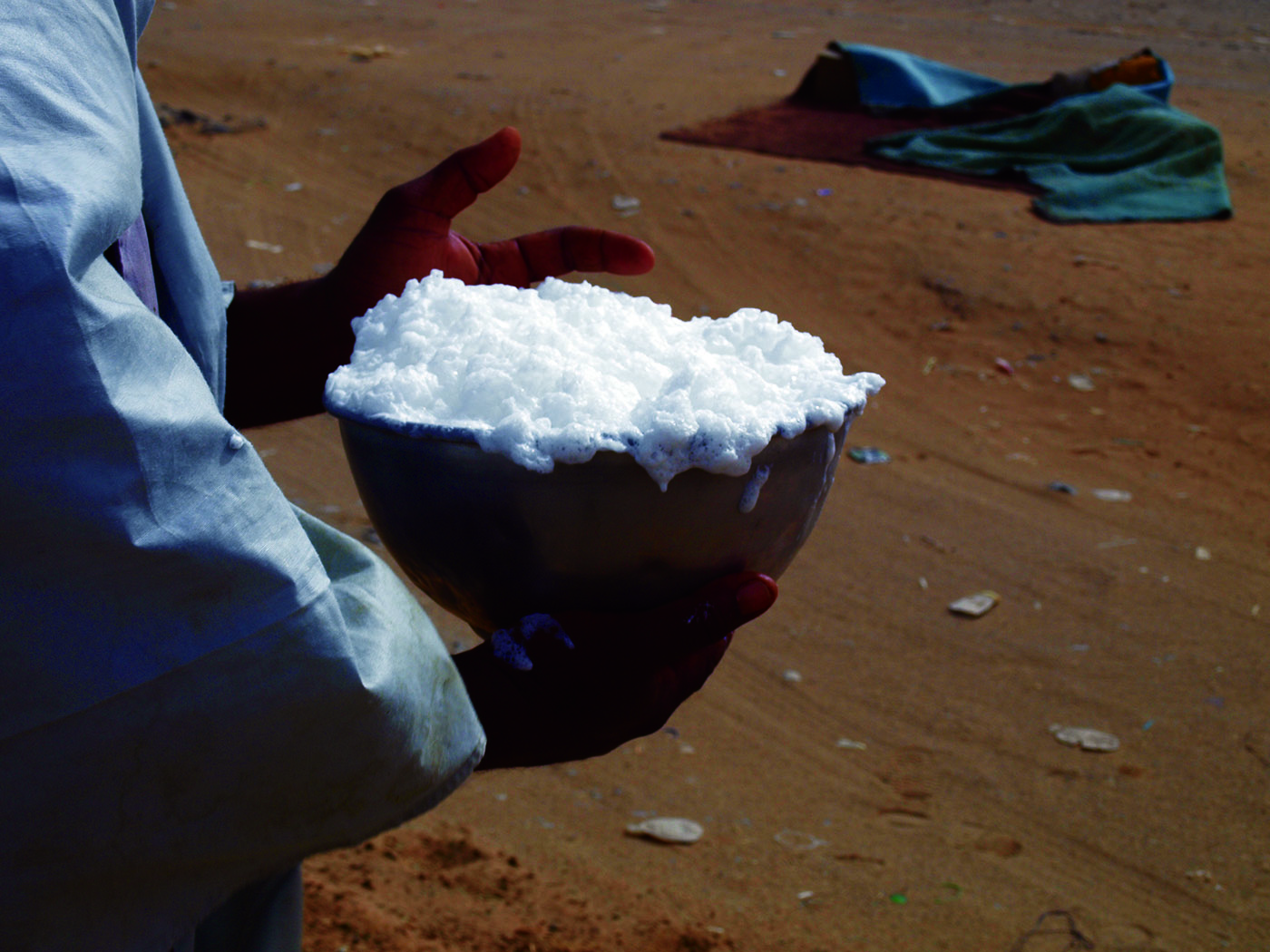
Sữa đông lạc đà

Cả sản lượng và thành phần dinh dưỡng của sữa lạc đà đều bị ảnh hưởng bởi nhiều yếu tố, bao gồm "số lượng và chất lượng thức ăn cho gia súc, tần suất uống nước, khí hậu, tuổi sinh sản, lứa đẻ, tần suất vắt sữa, cho con bú, phương pháp vắt sữa (vắt bằng tay hay máy), sức khỏe, và tình trạng sinh sản".

### Sản lượng
Lạc đà Pakistan và Afghanistan được cho là có sản lượng sữa cao nhất, lên đến 30 lít mỗi ngày. Lạc đà hai bướu sản xuất 5 lít mỗi ngày. Lạc đà một bướu sản xuất trung bình 20 lít mỗi ngày. Chăn nuôi bò thâm canh đã tạo ra loài động vật có thể sản xuất 40 lít mỗi ngày trong điều kiện lý tưởng. Còn đối với lạc đà, với khả năng đi được 21 ngày mà không cần uống nước và cho sữa ngay cả khi cho ăn thức ăn kém chất lượng, là một lựa chọn bền vững cho an ninh lương thực trong môi trường khó khăn.

### Giá trị dinh dưỡng
Theo Cục Quản lý Thực phẩm và Dược phẩm Hoa Kỳ (FDA), sữa lạc đà chứa 3% chất béo. Tuy nhiên, các tài liệu báo cáo rằng tỷ lệ chất béo trong sữa khác nhau giữa các quốc gia và khu vực, cũng như phụ thuộc vào chế độ ăn uống, mức độ hydrat hóa của con vật và loại lạc đà. Trong một báo cáo chi tiết do Tổ chức Lương thực và Nông nghiệp Liên Hợp Quốc công bố năm 1982, một bảng cho biết hàm lượng chất béo thay đổi từ thấp đến 1,1% (ở các vùng khô hạn của Israel) đến 5,5% (Ethiopia). Một đánh giá có hệ thống vào năm 2015 báo cáo rằng hàm lượng chất béo trong sữa lạc đà một bướu là từ 1,2% đến 6,4%.
Được ví như "vàng trắng", sữa lạc đà chứa lượng chất sắt cao gấp 10 lần, lượng vitamin nhiều gấp 3 lần và lượng chất béo bão hòa chỉ bằng một nửa so với sữa bò thông thường. Chứa ít chất gây dị ứng hơn sữa bò, sữa dê và hầu như không chứa đường lactose. Sữa có hàm lượng insulin và chất béo không bão hòa cao. Ngoài ra, sữa lạc đà còn có lượng lớn globulin miễn dịch và các enzym kháng khuẩn tăng cường hệ miễn dịch.
Người nuôi lạc đà có thể cung cấp mức độ kiểm soát các yếu tố ảnh hưởng đến hàm lượng dinh dưỡng trong sữa do lạc đà tiết ra. Các nhà sản xuất sữa lạc đà ở Úc tuyên bố rằng sản phẩm của họ có hàm lượng chất béo thấp và lượng lactose thấp hơn sữa bò.

## Sản phẩm sữa lạc đà

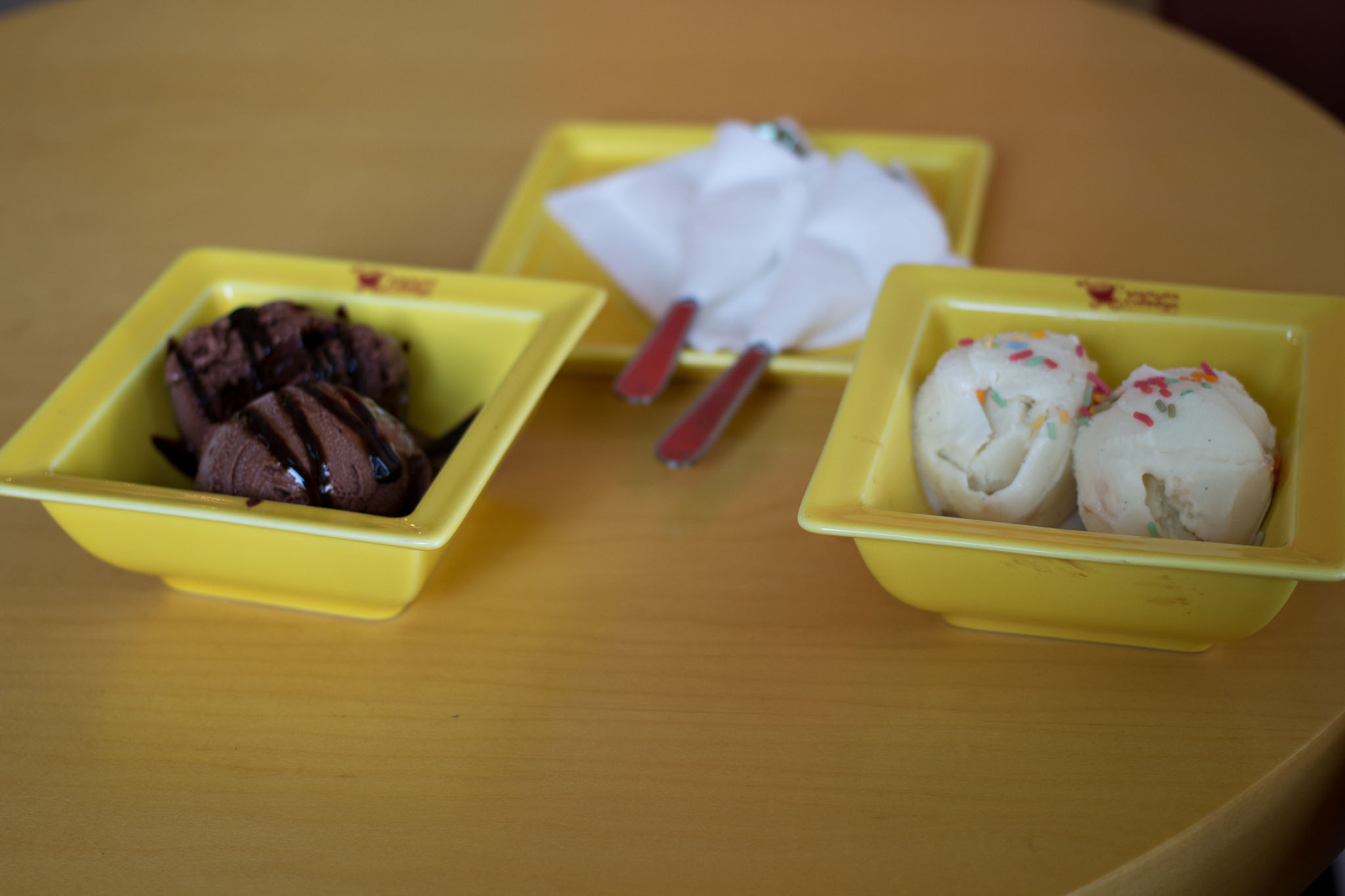
Kem sữa lạc đà

Sữa lạc đà có hương vị gần giống sữa bò nhưng mặn hơn đôi chút.
Sữa lạc đà có thể dễ dàng dùng làm sữa chua, nhưng chỉ có thể làm thành bơ nếu sữa bắt đầu chua đi, khuấy đều và tác nhân lọc gạn được thêm vào.
Pho mát từ sữa lạc đà khó làm hơn pho mát từ sữa của loài vật khác. Trong cộng đồng chăn nuôi lạc đà, pho mát sữa lạc đà sử dụng quá trình lên men tự phát hoặc lên men lactic để đạt được sữa đông chua. Trong ngành chăn nuôi lạc đà ở Sudan, bộ lạc Rashaida sử dụng phương pháp này để trữ lượng sữa dư thừa vào mùa mưa, nghiền thành sữa đông khô và thêm nước để dùng vào mùa khô. Tại Mông Cổ, sữa lạc đà được tiêu thụ như một sản phẩm ở nhiều giai đoạn khác nhau của quy trình làm sữa đông. Tuy nhiên, sữa không đông lại dễ dàng do men dịch vị khiến sữa loãng, không thể đông tụ một cách hiệu quả. Phát triển cách dùng sữa ít lãng phí hơn, FAO đã ủy quyền cho Giáo sư JP Ramet của École Nationale Supérieure d'Agronomie et des Industries Alimentaires (ENSAIA), người có thể sản xuất sữa đông bằng cách bổ sung canxi photphat và men dịch vị thực vật vào những năm 1990. Pho mát được tạo ra từ quá trình này có hàm lượng cholesterol thấp và dễ tiêu hóa, ngay cả đối với những người không dung nạp lactose. Pho mát kiểu châu Âu, được bán trên thị trường với tên Caravane, được tạo ra thông qua sự hợp tác giữa hãng sữa lạc đà Mauritanie Tiviski, FAO và Ramet. Những nhà làm pho mát này tuyên bố nó là pho mát sữa lạc đà duy nhất trên thế giới.
Sữa lạc đà cũng có thể được làm thành kem lạnh. Ở Trung Á, món uống có tên chal hoặc shubat được nấu từ sữa lạc đà lên men.

## Thương mại
Theo ước tính, sữa lạc đà có giá thành đắt gấp 30 lần sữa bò thông thường. Sản phẩm này được sản xuất ở nhiều nước Trung Đông và châu Phi cũng như bắt đầu trở thành một loại sản phẩm mới tại khu vực châu Đại Dương và châu Âu. Tại Anh, sữa lạc đà được bày bán trên các kệ hàng thuộc chuỗi siêu thị Asda. Trong khi đó, ở Hà Lan một công ty cung cấp sữa lạc đà sẵn sàng giao sữa đến nhà khách hàng. Kem sữa lạc đà cũng đã có mặt trên thực đơn ở những nhà hàng và quán bar sang trọng.